# Ланграйн пальмовий
Ланграйн пальмовий (Artamus fuscus) — вид горобцеподібних птахів родини ланграйнових (Artamidae).

## Поширення
Вид поширений у Південній та Південно-Східній Азії. Звичайний у Бангладеш, Індії, Непалі, Шрі-Ланці, Таїланді, М'янмі, Лаосі, Малайзії та Китаї. Відсутній у дуже посушливих регіонах Західної Індії Зареєстрований на Мальдівах..

## Опис
Тіло завдовжки 16—19 см, вагою 27—42 г. Це птахи з міцною зовнішністю, з сплющеною головою, коротким конічним дзьобом, довгими загостреними крилами з дуже широкою основою і коротким квадратним хвостом, а також досить короткими ногами. Голова і спина попелясто-сірі. Крила та хвіст блакитно-сірі. Нижня частина тіла світло-сірі. Ноги сіро-чорнуваті, очі темно-коричневі, а дзьоб синювато-сірий.

## Спосіб життя
Живе під пологом лісу. Трапляється невеликими зграями. Живиться комахами, переважно летючими. Інколи поїдає нектар з квітів. Репродуктивний період триває з лютого по липень. Утворює моногамні пари. Чашоподібне гніздо будує на деревах. У кладці 2—3 зеленкуватих яйця. Інкубація триває два з половиною тижні. Через три тижні після народження пташенята залишають гніздо.